# Once Upon a Time in the West
| Recensione | Giudizio |
| ---------- | -------- |
| AllMusic   |          |

Once Upon a Time in the West è il secondo album studio del gruppo musicale alternative rock Hard-Fi, pubblicato nel 2007.

## Tracce
Testi e musiche di Richard Archer.
1. Suburban Knights – 4:30
2. I Shall Overcome – 4:16
3. Tonight – 3:55
4. Watch Me Fall Apart – 2:51
5. I Close My Eyes – 2:26
6. Television – 3:40
7. Help Me Please – 3:12
8. Can't Get Along (Without You) – 2:58
9. We Need Love – 4:02
10. Little Angel – 2:52
11. The King – 3:16